# Панџшер
Панџшер, познат и као Панџшир је једна од 34 провинције Авганистана. Провинција је успостављена 13. априла, 2004. године. Има 144.400 становника, и површину од 3.610 km².